# À l'Olympia (album de Michel Polnareff)
Pour les articles homonymes, voir À l'Olympia.
Albums de Michel Polnareff
Le Cinéma de Polnareff
(2011) Polnabest
(2016)
Singles
À l'Olympia est un album live de Michel Polnareff, sorti le 2 décembre 2016. L'enregistrement date du 14 juillet 2016, quand l'artiste s'est produit sur la célèbre scène de l'Olympia, à Paris.

## Description
On y retrouve ses plus grands succès (Love Me, Please Love Me, La Poupée qui fait non...) mais aussi quelques surprises offertes au public (Tibili, Le Prince en otage...).
L'édition deluxe comprend un 3e CD, Polnabest, dernière compilation de l'artiste en date.

## Liste des chansons
CD1
| 1.  | Je suis un homme                         |  |  |  |
| 2.  | La Poupée qui fait non                   |  |  |  |
| 3.  | L'Amour avec toi                         |  |  |  |
| 4.  | Sous quelle étoile suis-je né ?          |  |  |  |
| 5.  | Ophélie (flagrant des lits)              |  |  |  |
| 6.  | Tam-tam                                  |  |  |  |
| 7.  | L'Homme en rouge                         |  |  |  |
| 8.  | L'Homme qui pleurait des larmes de verre |  |  |  |
| 9.  | Qui a tué grand-maman ?                  |  |  |  |
| 10. | Lettre à France                          |  |  |  |
| 11. | Love Me, Please Love Me                  |  |  |  |
| 12. | Rosy                                     |  |  |  |
| 13. | Le Bal des Laze                          |  |  |  |
| 14. | Battle of Guitars                        |  |  |  |
| 15. | La Mouche                                |  |  |  |

CD2
| 1.  | Holidays                                      |  |  |  |
| 2.  | Où est la Tosca ?                             |  |  |  |
| 3.  | Je t'aime / Purple Rain (en hommage à Prince) |  |  |  |
| 4.  | Dans la rue                                   |  |  |  |
| 5.  | Y'a qu'un ch'veu                              |  |  |  |
| 6.  | Goodbye Marylou                               |  |  |  |
| 7.  | Kâmâ-sûtra                                    |  |  |  |
| 8.  | Âme câline                                    |  |  |  |
| 9.  | I Love You Because                            |  |  |  |
| 11. | Tibili                                        |  |  |  |
| 12. | Impro piano                                   |  |  |  |
| 13. | Hey You Woman                                 |  |  |  |
| 14. | Tout, tout pour ma chérie                     |  |  |  |
| 15. | On ira tous au paradis                        |  |  |  |